# Albert-Schweitzer-Gemeindehaus Köditz
Das Albert-Schweitzer-Gemeindehaus im Ortsteil Unterköditz von Königsee im thüringischen Landkreis Saalfeld-Rudolstadt ist ein Gemeindezentrum des Pfarramts Königsee. Es ist nach Albert Schweitzer benannt.

## Geschichte
Die Kirchengemeinde Köditz umfasst die Ortsteile Oberköditz und Unterköditz, sie traf sich lange Zeit in der kleinen Kapelle auf einer Anhöhe außerhalb des Ortes. Später nutzte sie den Speisesaal des damaligen VEB Porzellan für Gottesdienste und andere Veranstaltungen. Jedoch wurde 1977 diese Möglichkeit seitens des Betriebes auf politischen Druck beendet. 
Dank der Unterstützung des Kirchenamts Weimar fand sich Jahre später die Möglichkeit, ein Gemeindehaus zu bauen. Die Einweihung war am 7. Dezember 1987. Es hat einen Gottesdienstraum, Gruppenräume, Küche sowie Bad und ist seitdem Ort für Gemeindeveranstaltungen verschiedener Art.
Die Kapelle auf dem Friedhof ist inzwischen Eigentum der Stadt Königsee und dient als Trauerhalle.

## Kirchengemeinde
Die Kirchengemeinde gehört zum Kirchenkreis Rudolstadt-Saalfeld im Bischofssprengel Erfurt der Evangelischen Kirche in Mitteldeutschland.

## Orgel
- Das Gemeindehaus bekam 1987 eine Orgel der Firma Orgelbau Schönefeld (I/3, Opus 63).